# Volkswagen Bora
Pour les articles homonymes, voir Bora (homonymie).
La Volkswagen Bora (ou Jetta au Canada et aux États-Unis) est une automobile berline familiale construite par la marque allemande Volkswagen. Elle tire son nom de la bora, un vent du Nord-Est qui souffle sur l'Europe centrale.
Il s'agit d'une version tricorps de la Volkswagen Golf IV (la Golf possède un hayon alors que la Bora possède une malle arrière). La calandre, les optiques avant et le capot sont également différents sur les deux modèles. Pour le reste, des panneaux de carrosserie à l'intérieur, les deux voitures sont quasiment identiques mais la ligne générale de la Bora en fait une berline tricorps familiale qui représente le modèle intermédiaire entre la Golf et la Passat dans la gamme du constructeur automobile,
La Bora a repris la plupart des moteurs de la Golf. Elle a été fabriquée aussi en break (appelée Bora Variant) identique à la Golf IV break, excepté la calandre et un niveau d'équipement supérieur.

## Motorisations[4]
| Essence        | Essence             | Essence   | Essence                        | Essence                      | Essence                           | Essence  | Essence               | Essence |
| Modèle         | Cylindres/ Soupapes | Cylindrée | Puissance maxi                 | Couple maxi                  | Identification moteur             | Vmax     | période de production |         |
| -------------- | ------------------- | --------- | ------------------------------ | ---------------------------- | --------------------------------- | -------- | --------------------- | ------- |
| 1.4            | 4/16                | 1 390 cm3 | 55 kW (75 ch) à 5 000 tr/min   | 126 N m à 3 800 tr/min       | AHW / AXP / AKQ / APE / AUA / BCA | 171 km/h | 10/1998–05/2005       |         |
| 1.6            | 4/8                 | 1 595 cm3 | 74 kW (100 ch) à 5 600 tr/min  | 145 N m à 3 800 tr/min       | AEH / AKL / APF                   | 188 km/h | 09/1998–09/2000       |         |
| 1.6            | 4/16                | 1 598 cm3 | 77 kW (105 ch) à 5 700 tr/min  | 148 N m à 4 500 tr/min       | AUS / AZD / ATN / BCB             | 192 km/h | 11/1999–05/2005       |         |
| 1.6 Auto       | 4/8                 | 1 595 cm3 | 75 kW (102 ch) à 5 600 tr/min  | 148 N m à 3 800 tr/min       | AVU / BFQ                         | 185 km/h | 09/2000–05/2005       |         |
| 1.6 FSI        | 4/16                | 1 598 cm3 | 81 kW (110 ch) à 5 800 tr/min  | 155 N m à 4 400 tr/min       | BAD                               | 194 km/h | 08/2001–05/2005       |         |
| 1.8 4Motion    | 4/20                | 1 781 cm3 | 92 kW (125 ch) à 6 000 tr/min  | 170 N m à 4 200 tr/min       | AGN                               | 198 km/h | 02/1999–10/2000       |         |
| 1.8 T          | 4/20                | 1 781 cm3 | 110 kW (150 ch) à 5 700 tr/min | 210 N m à 1 750–4 600 tr/min | AGU / ARZ / ARX / AUM             | 216 km/h | 05/2000–05/2005       |         |
| 1.8 T          | 4/20                | 1 781 cm3 | 132 kW (180 ch) à 5 500 tr/min | 235 N m à 1 950–5 000 tr/min | AUQ                               | 228 km/h | 05/2002–05/2005       |         |
| 2.0            | 4/8                 | 1 984 cm3 | 85 kW (115 ch) à 5 200 tr/min  | 170 N m à 2 400 tr/min       | APK / AQY                         | 195 km/h | 09/1998–07/2001       |         |
| 2.0            | 4/8                 | 1 984 cm3 | 85 kW (115 ch) à 5 400 tr/min  | 172 N m à 3 200 tr/min       | AZJ / AZH                         | 195 km/h | 08/2001–05/2005       |         |
| 2.3 VR5        | 5/10                | 2 324 cm3 | 110 kW (150 ch) à 6 000 tr/min | 205 N m à 3 200 tr/min       | AGZ                               | 216 km/h | 09/1998–02/2001       |         |
| 2,3 V5         | 5/20                | 2 324 cm3 | 125 kW (170 ch) à 6 200 tr/min | 225 N m à 3 200 tr/min       | AQN                               | 224 km/h | 09/2000–05/2005       |         |
| 2,8 V6 4Motion | 6/24                | 2 792 cm3 | 150 kW (204 ch) à 6 200 tr/min | 270 N m à 3 200 tr/min       | AQP / AUE / BDE                   | 235 km/h | 05/1999–05/2003       |         |
| 1.             |                     |           |                                |                              |                                   |          |                       |         |
| Diesel         |                     |           |                                |                              |                                   |          |                       |         |
| Modèle         | Cylindres/ Soupapes | Cylindrée | Puissance maxi                 | Couple maxi                  | Identification moteur             | Vmax     | période de production |         |
| 1.9 SDI        | 4/8                 | 1 896 cm3 | 50 kW (68 ch) à 4 200 tr/min   | 133 N m à 2 200–2 600 tr/min | AGP / AQM                         | 160 km/h | 11/1998–05/2005       |         |
| 1.9 TDI (PI)   | 4/8                 | 1 896 cm3 | 66 kW (90 ch) à 3 750 tr/min   | 210 N m à 1 900 tr/min       | AGR / ALH                         | 180 km/h | 09/1998–05/2005       |         |
| 1.9 TDI (PI)   | 4/8                 | 1 896 cm3 | 81 kW (110 ch) à 4 150 tr/min  | 235 N m à 1 900 tr/min       | AHF / ASV                         | 193 km/h | 09/1998–05/2005       |         |
| 1.9 TDI (IP)   | 4/8                 | 1 896 cm3 | 74 kW (101 ch) à 4 000 tr/min  | 240 N m à 1 800–2 400 tr/min | ATD / AXR                         | 188 km/h | 05/2000–05/2005       |         |
| 1.9 TDI (IP)   | 4/8                 | 1 896 cm3 | 85 kW (115 ch) à 4 000 tr/min  | 285 N m à 1 900 tr/min       | AJM                               | 195 km/h | 11/1998–07/2001       |         |
| 1.9 TDI (IP)   | 4/8                 | 1 896 cm3 | 85 kW (115 ch) à 4 000 tr/min  | 310 N m à 1 900 tr/min       | AUY                               | 195 km/h | 05/2000–07/2001       |         |
| 1.9 TDI (IP)   | 4/8                 | 1 896 cm3 | 96 kW (130 ch) à 4 000 tr/min  | 310 N m à 1 900 tr/min       | ASZ                               | 205 km/h | 04/2001–05/2005       |         |
| 1.9 TDI (IP)   | 4/8                 | 1 896 cm3 | 110 kW (150 ch) à 4 000 tr/min | 320 N m à 1 900 tr/min       | ARL                               | 216 km/h | 09/2000–05/2005       |         |
| 1.             |                     |           |                                |                              |                                   |          |                       |         |

## Sécurité
L'association américaine Insurance Institute for Highway Safety (IIHS) a attribué la mention "Good" () au test de collision frontale .
La National Highway Traffic Safety Administration (NHTSA) lui octroie les notes suivantes :
- Collision frontale côté conducteur :
- Collision frontale côté passager :
- Collision latérale côté conducteur :
- Collision latérale côté passager :

## Compétition
Le championnat britannique Volkswagen Racing Cup a vu la participation de deux Volkswagen Bora :
- Une Bora 1.8T pilotée par Mark Smith de la saison 2003 à 2005.
- Une autre Bora 1.8T pilotée, de la saison 2005 à 2011, par Joe Fulbrook.

De 2006 à 2008, la Volkswagen Bora fait son apparition dans le championnat brésilien Stock Car Brasil avec pas moins de 10 voitures présentes.
Trois Volkswagen Bora ont concouru dans le championnat de Tourisme argentin Turismo Competición 2000 :
- Une Bora engagée par l'équipe Sportteam de la saison 2004 à la saison 2006 et pilotée par Emiliano Spataro[9].
- De 2008 à 2011, l'équipe JM Motorsports engagea deux Bora qui furent pilotées par Rubén Salerno, Gustavo Der Ohanessian et Gonzalo Fernandez[10].

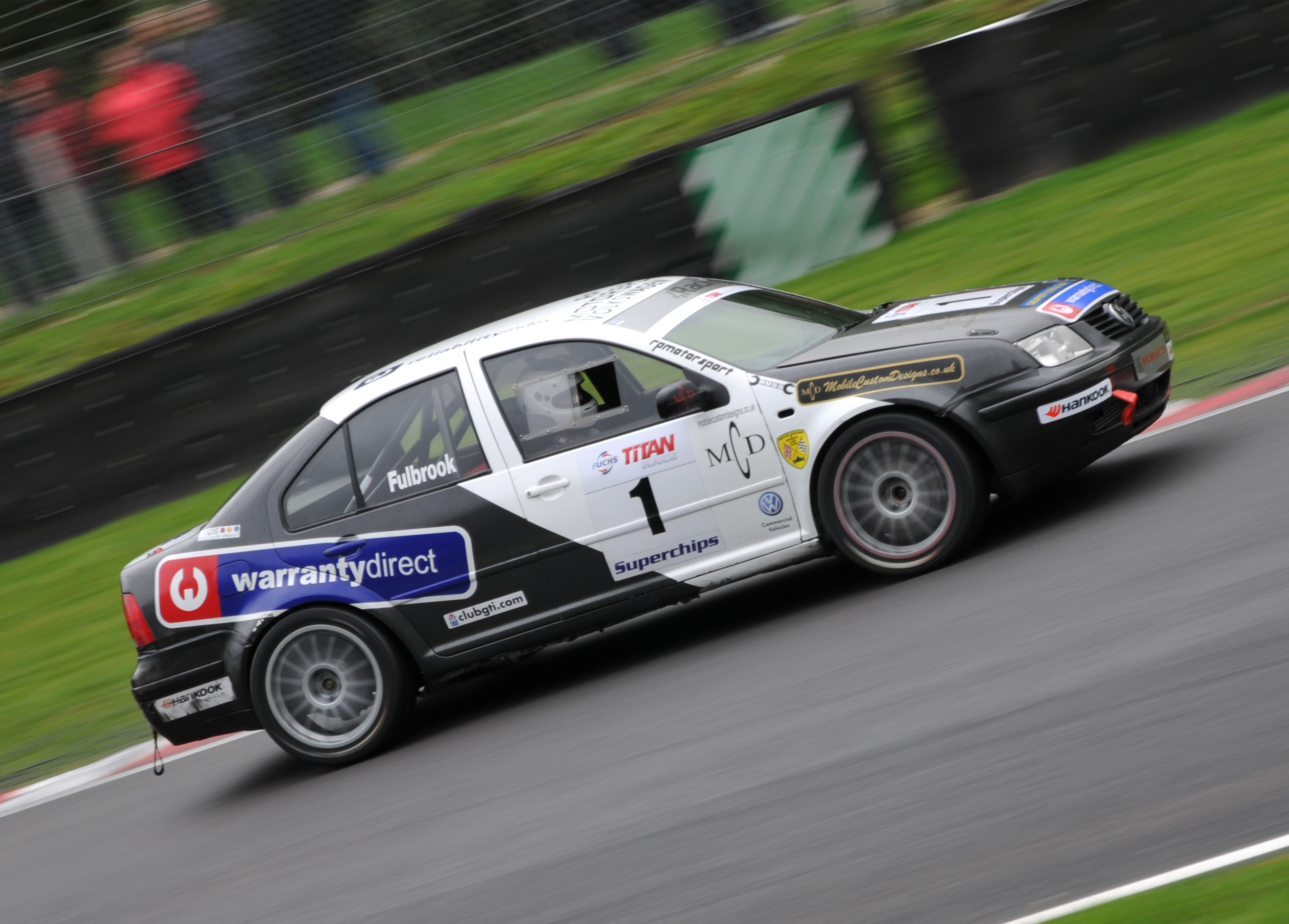
Volkswagen Bora engagée dans la Volkswagen Racing Cup 2010
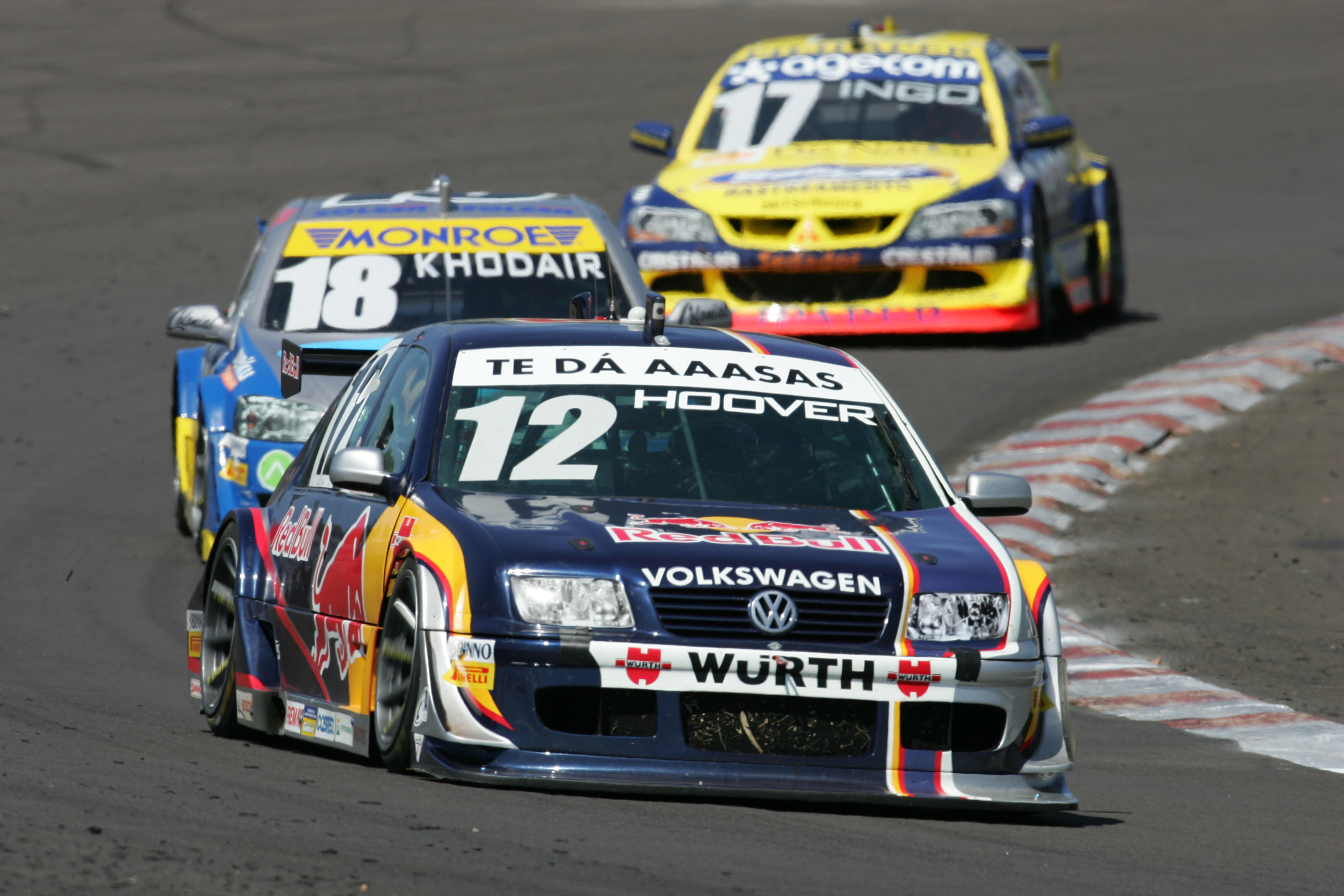
Volkswagen Bora engagée en Stock Car Brasil 2007
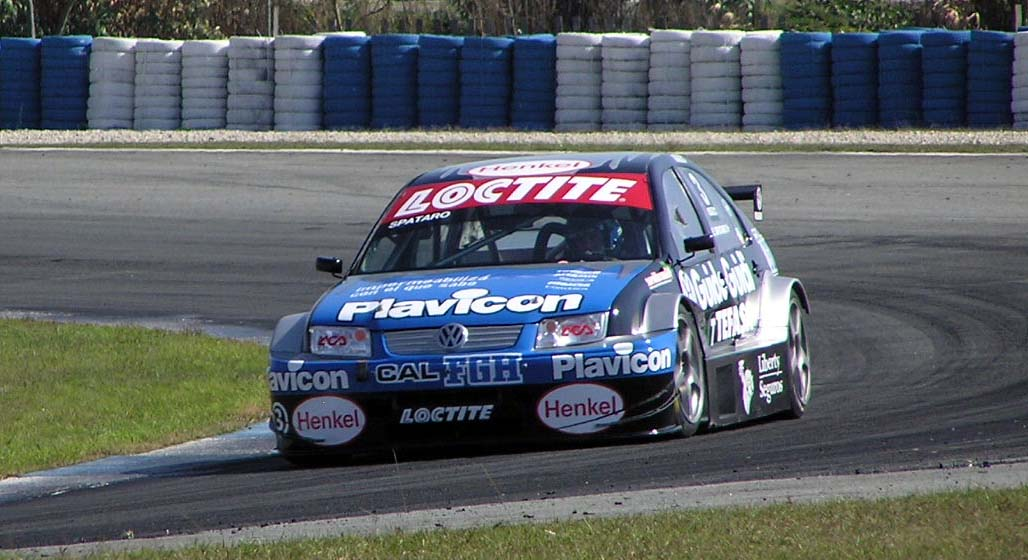
Volkswagen Bora en TC 2000 de l'équipe Sportteam en 2006
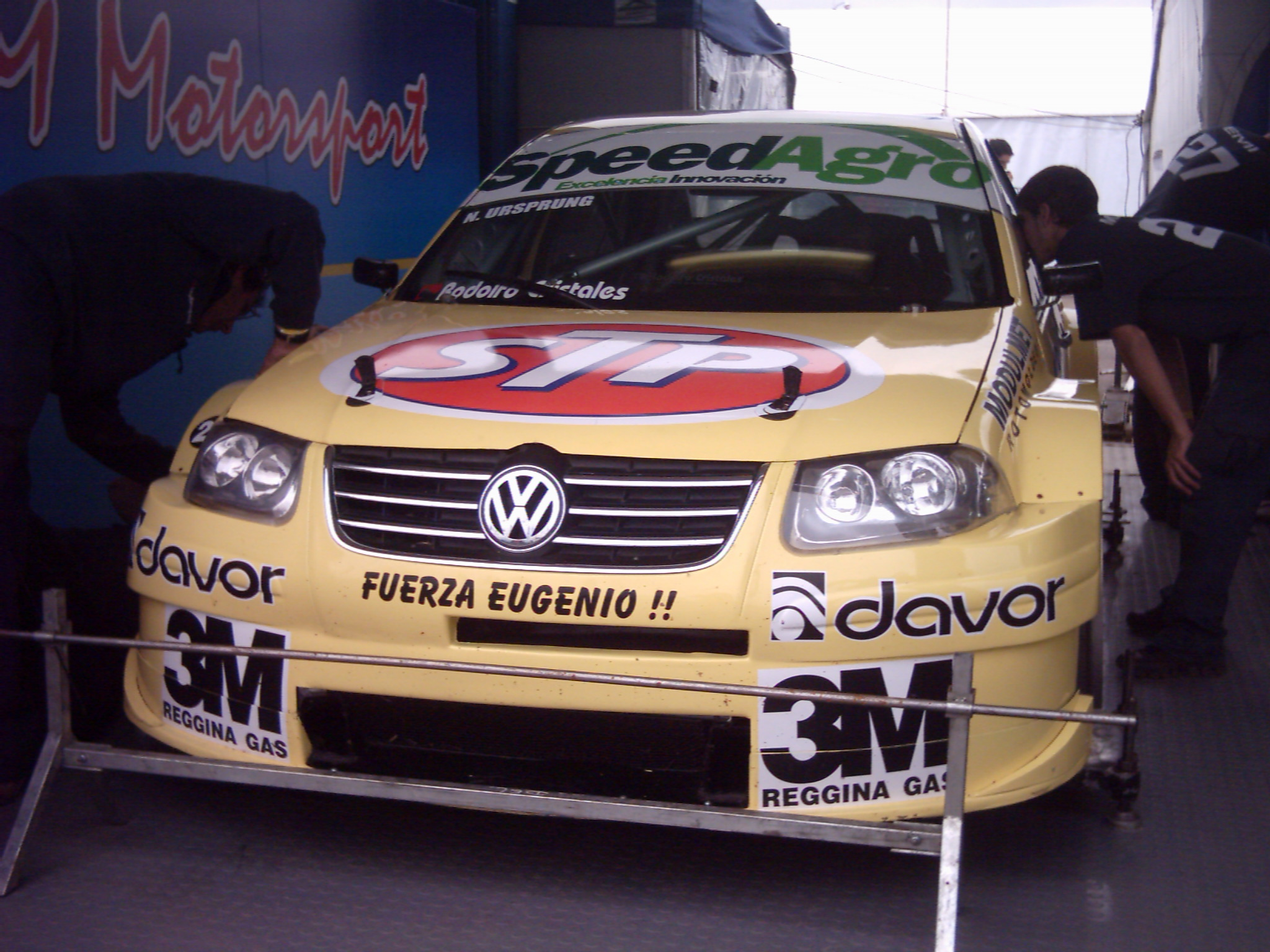
Volkswagen Bora en TC 2000 de l'équipe JM Motorsports en 2010

## Variantes
La bora possède 2 variantes vendues en Chine et au Mexique
1. La bora HS une version compacte de la bora vendue en Chine elle ressemble fortement à la golf IV.
2. La bora clasico dérivée de la jetta city.Elle est vendue au Mexique.
3. La bora R vendue en Chine avec le 1.8l turbo de 180 ch. Elle dispose d'un spoiler et d'une grosse sortie d'échappement.

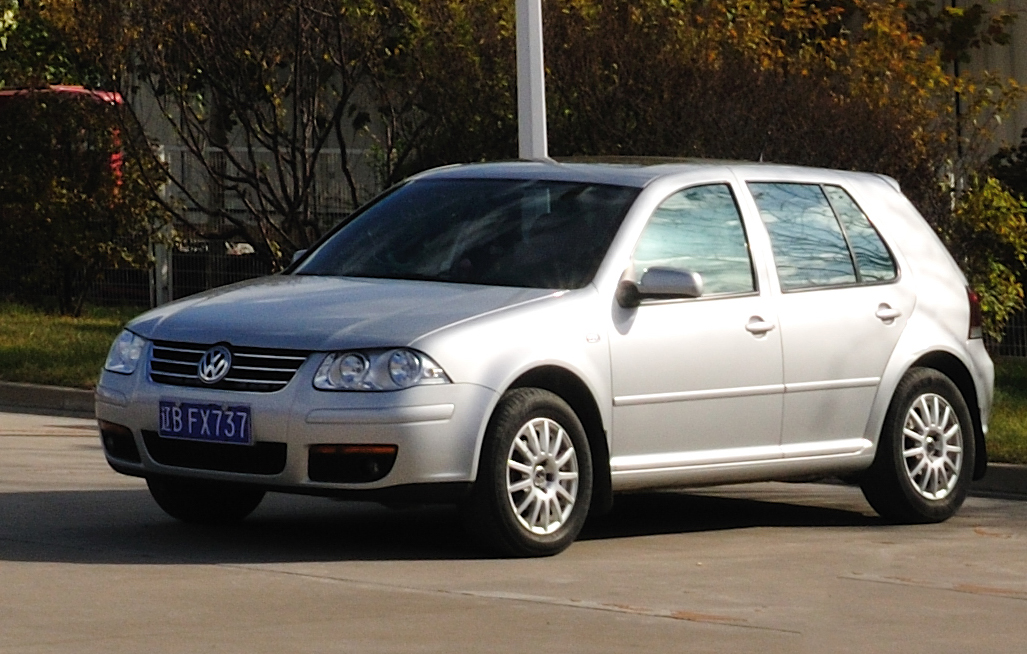
bora hs
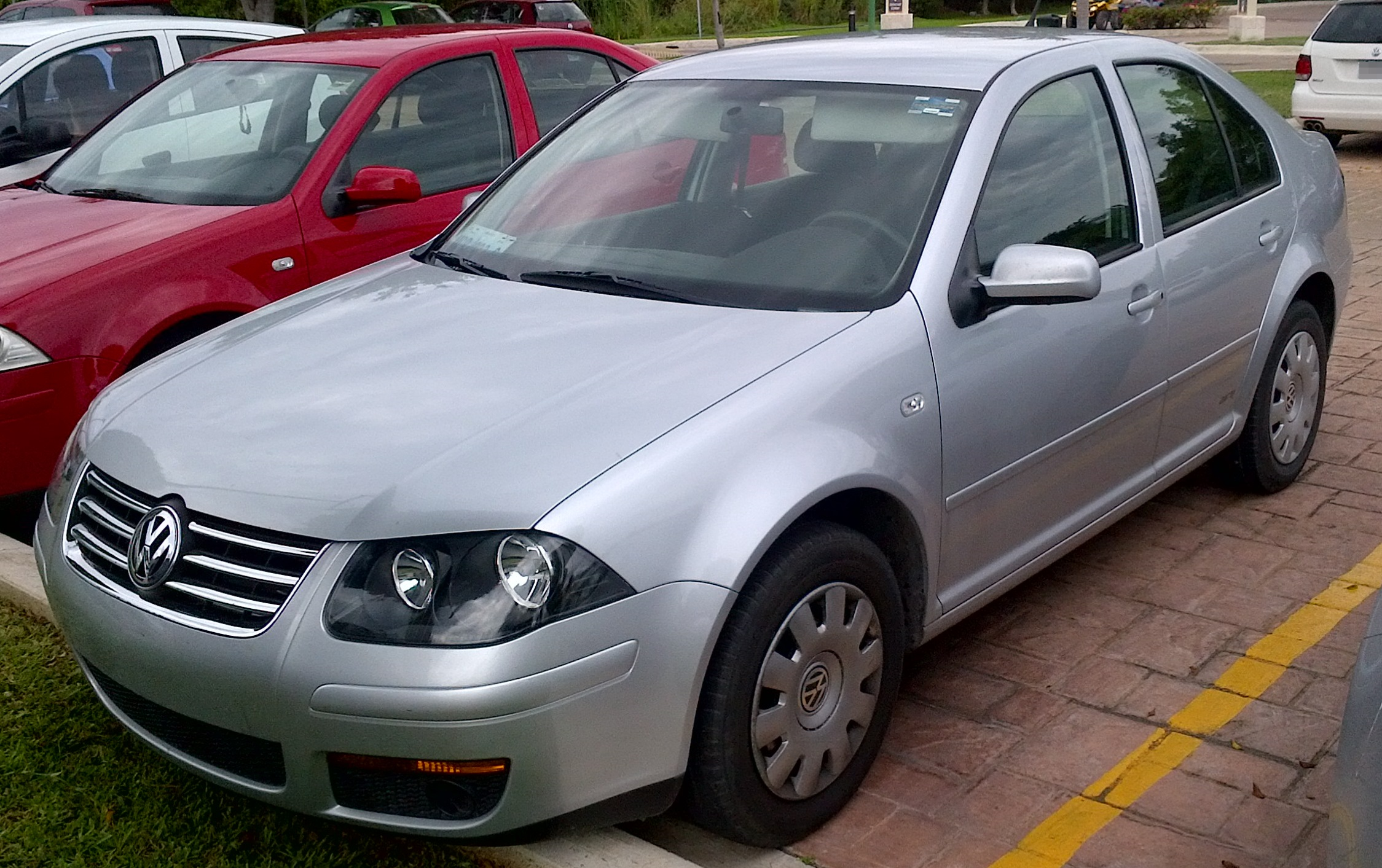
bora clasico
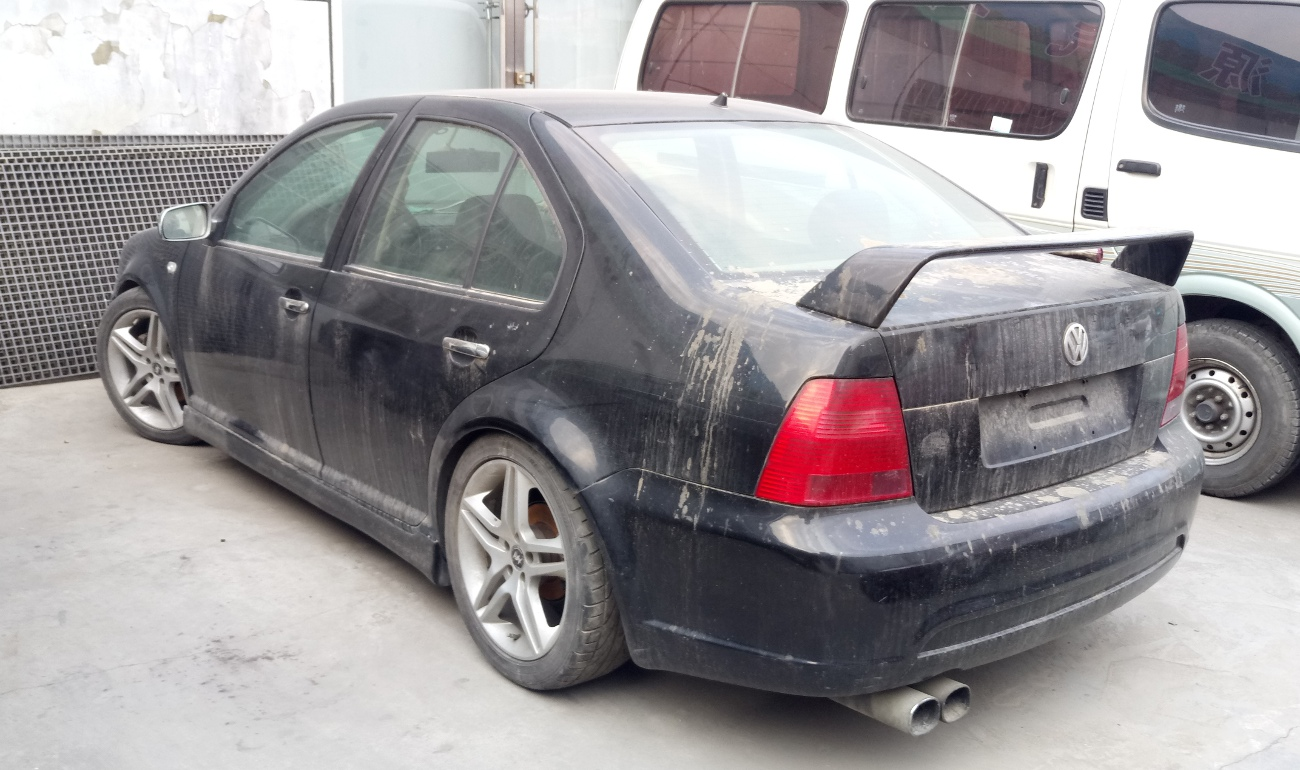
Bora R

## Galerie d'images

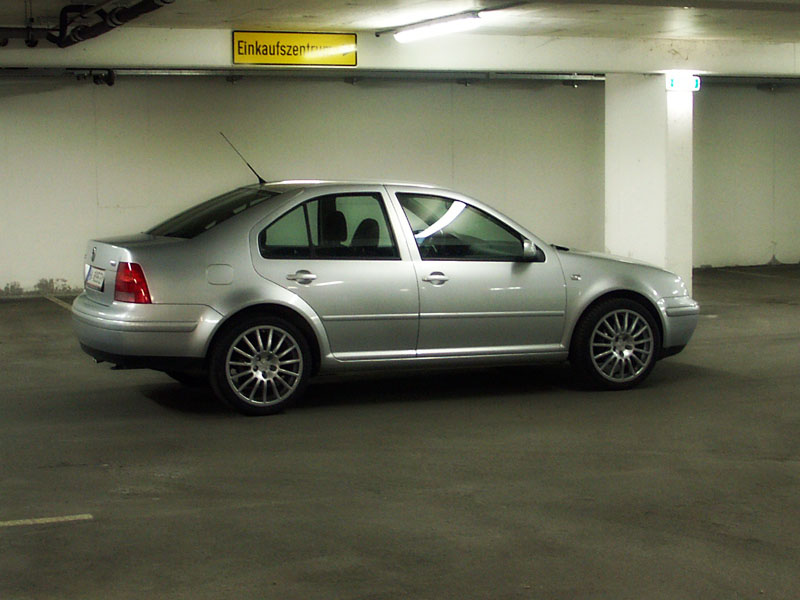
Volkswagen Bora
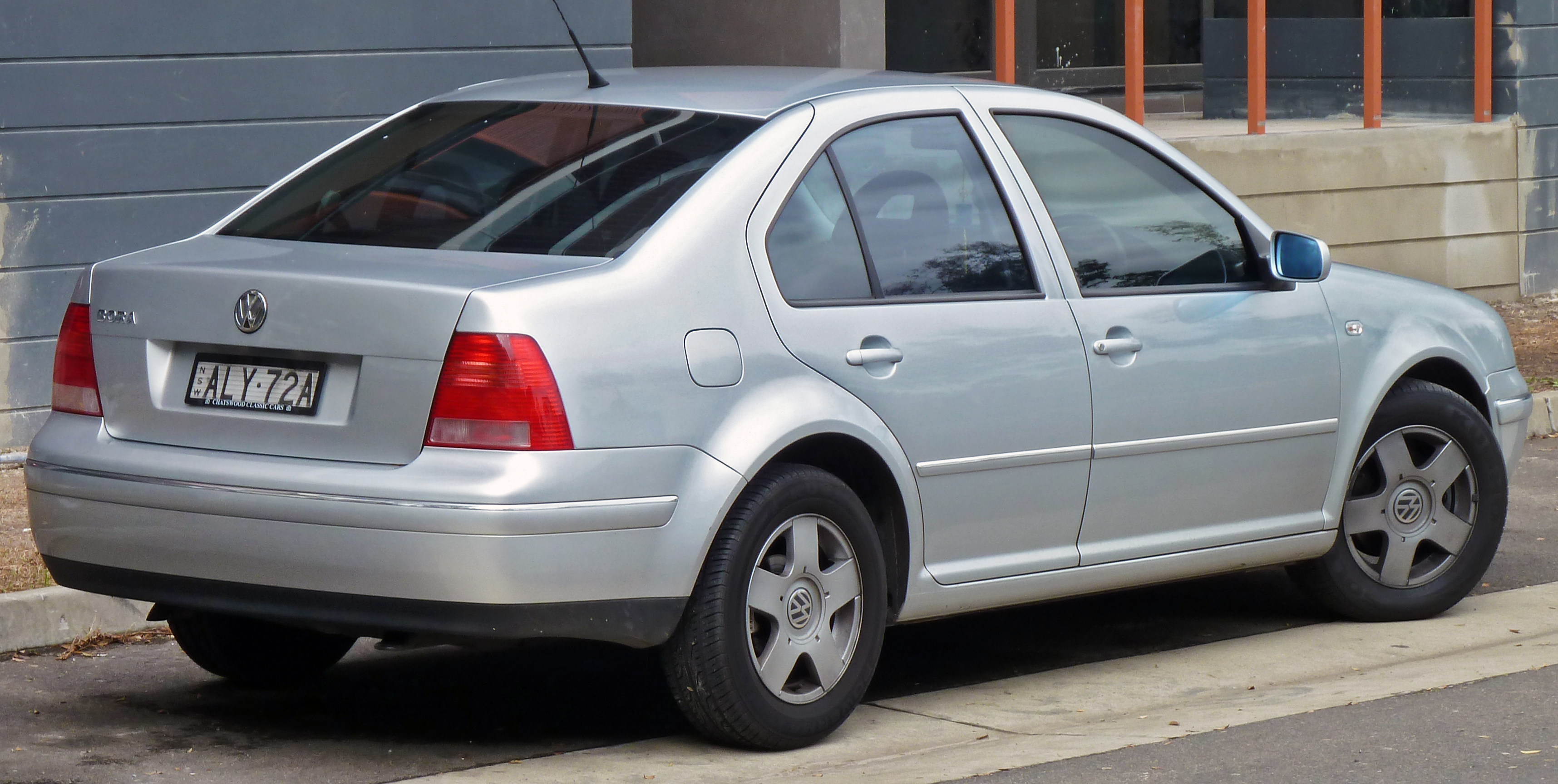
Face arrière de la Volkswagen Bora
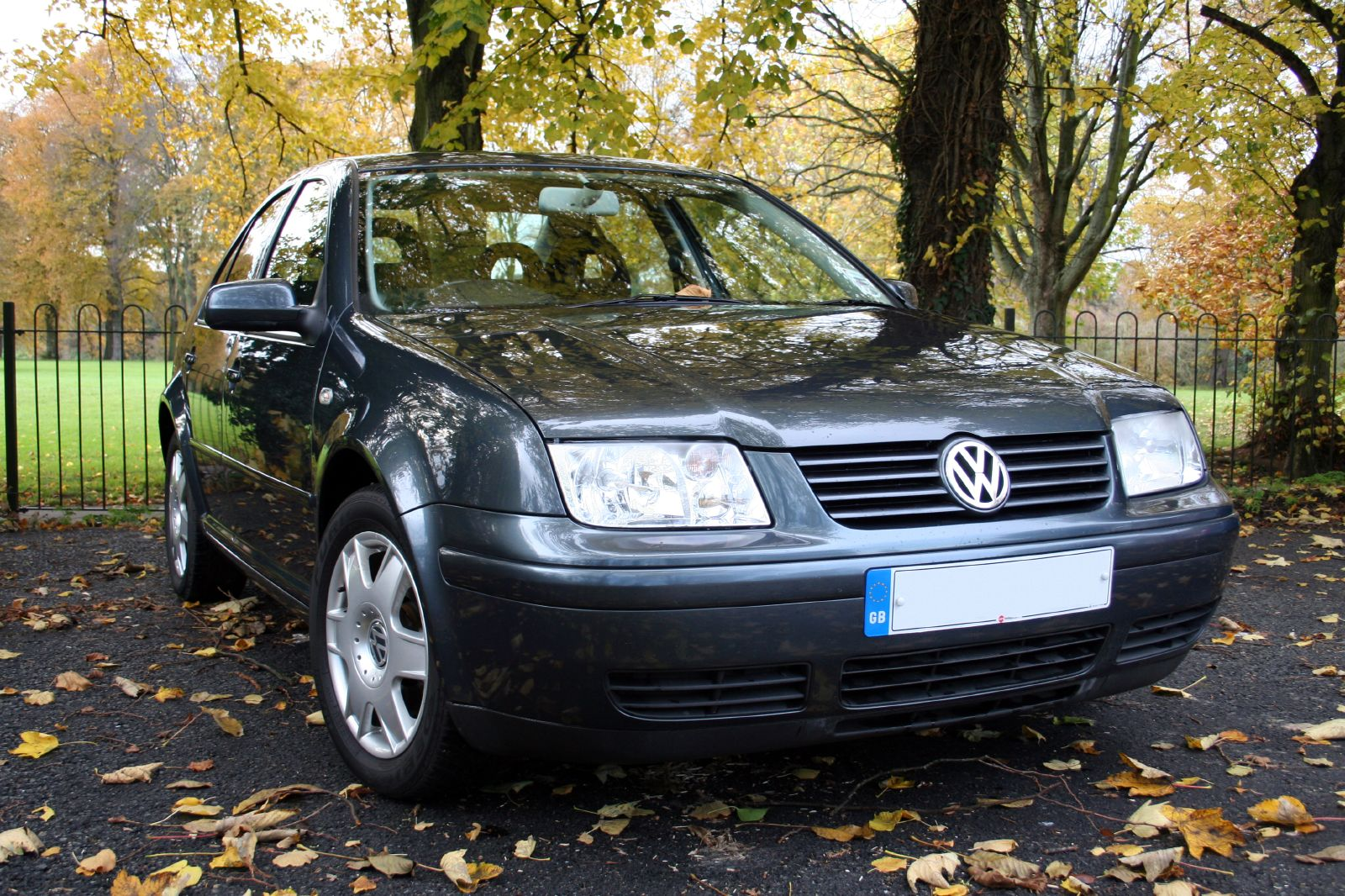
Face avant de la Volkswagen Bora
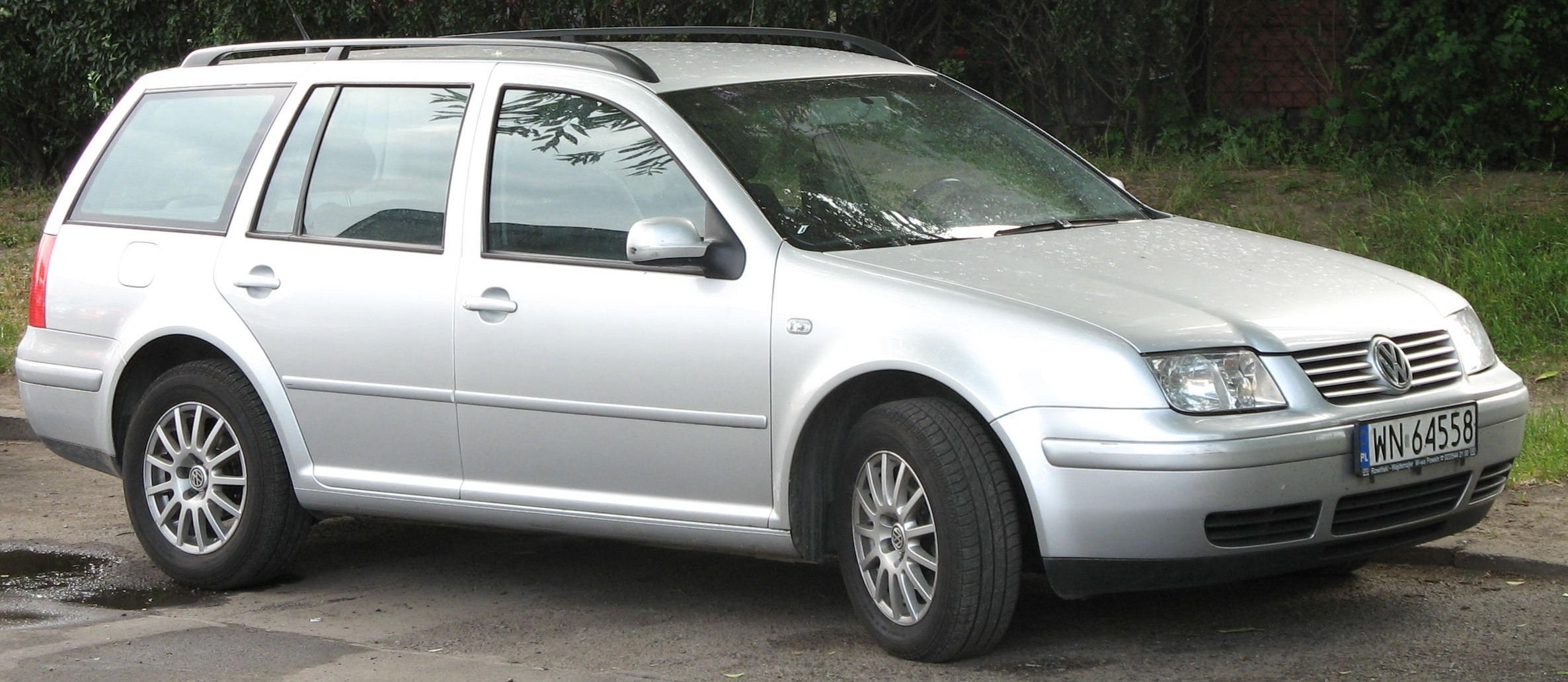
Face avant de la Volkswagen Bora Variant
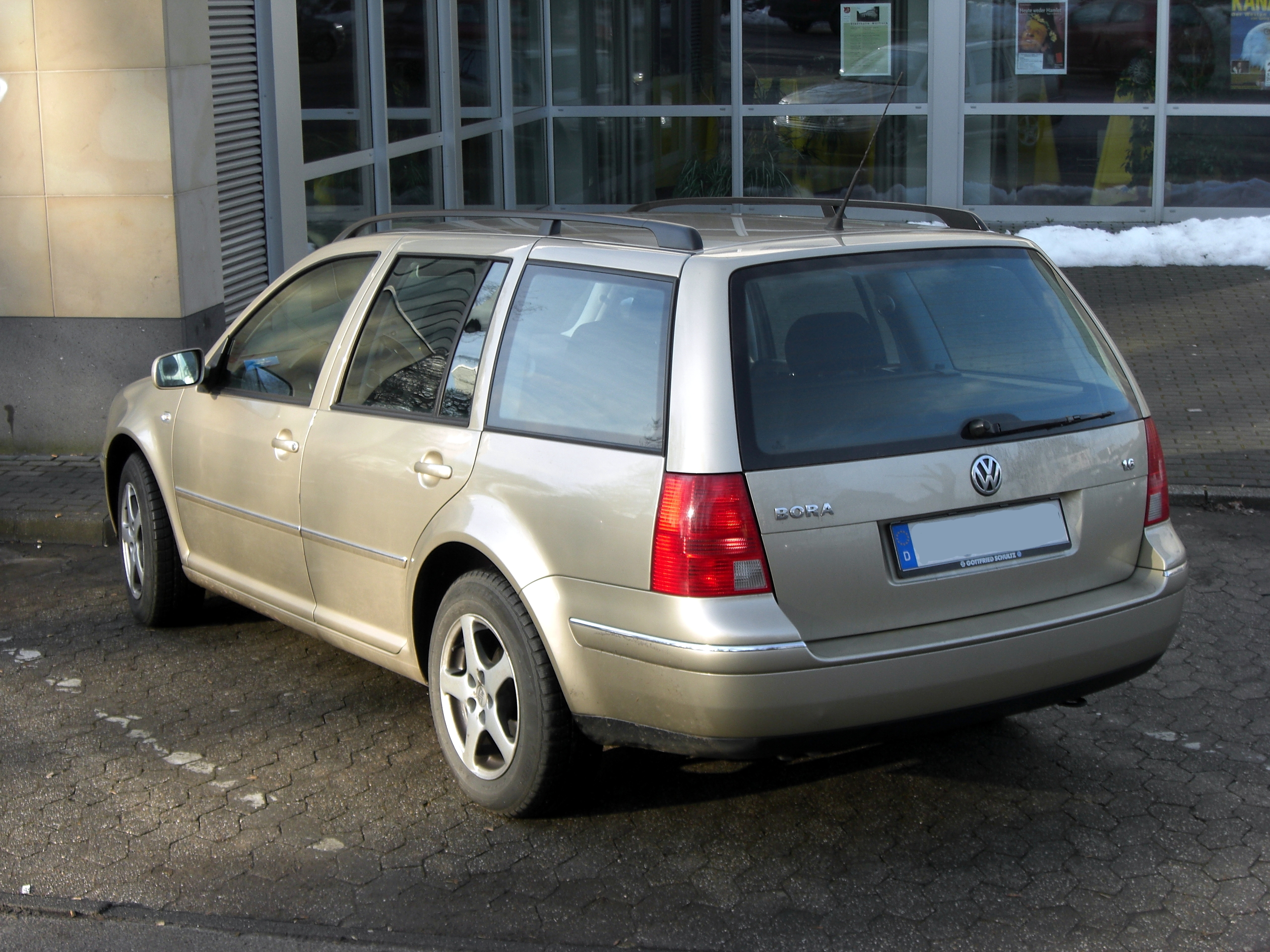
Face arrière de la Volkswagen Bora Variant
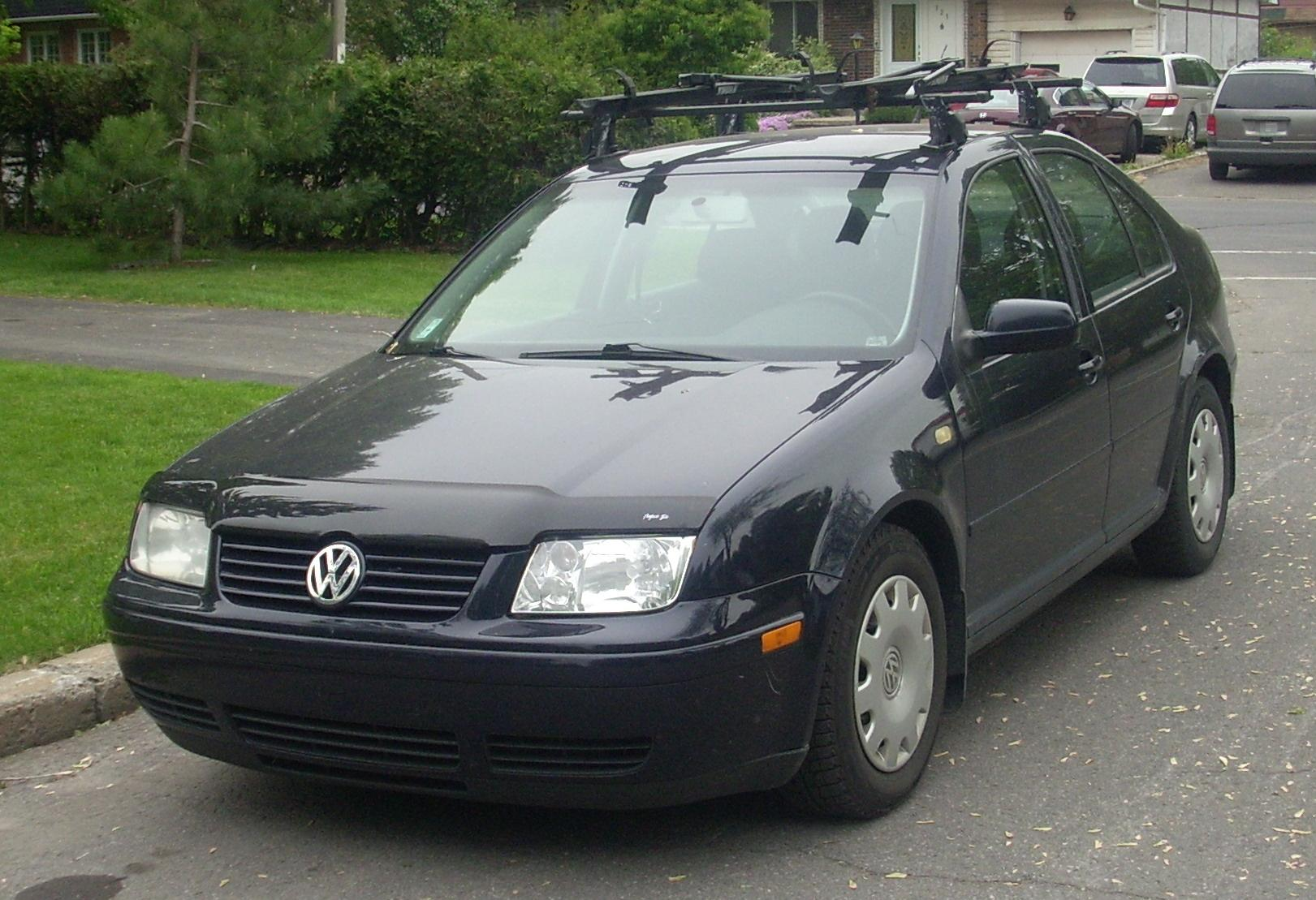
Face avant de la Volkswagen Jetta (USA et Canada)
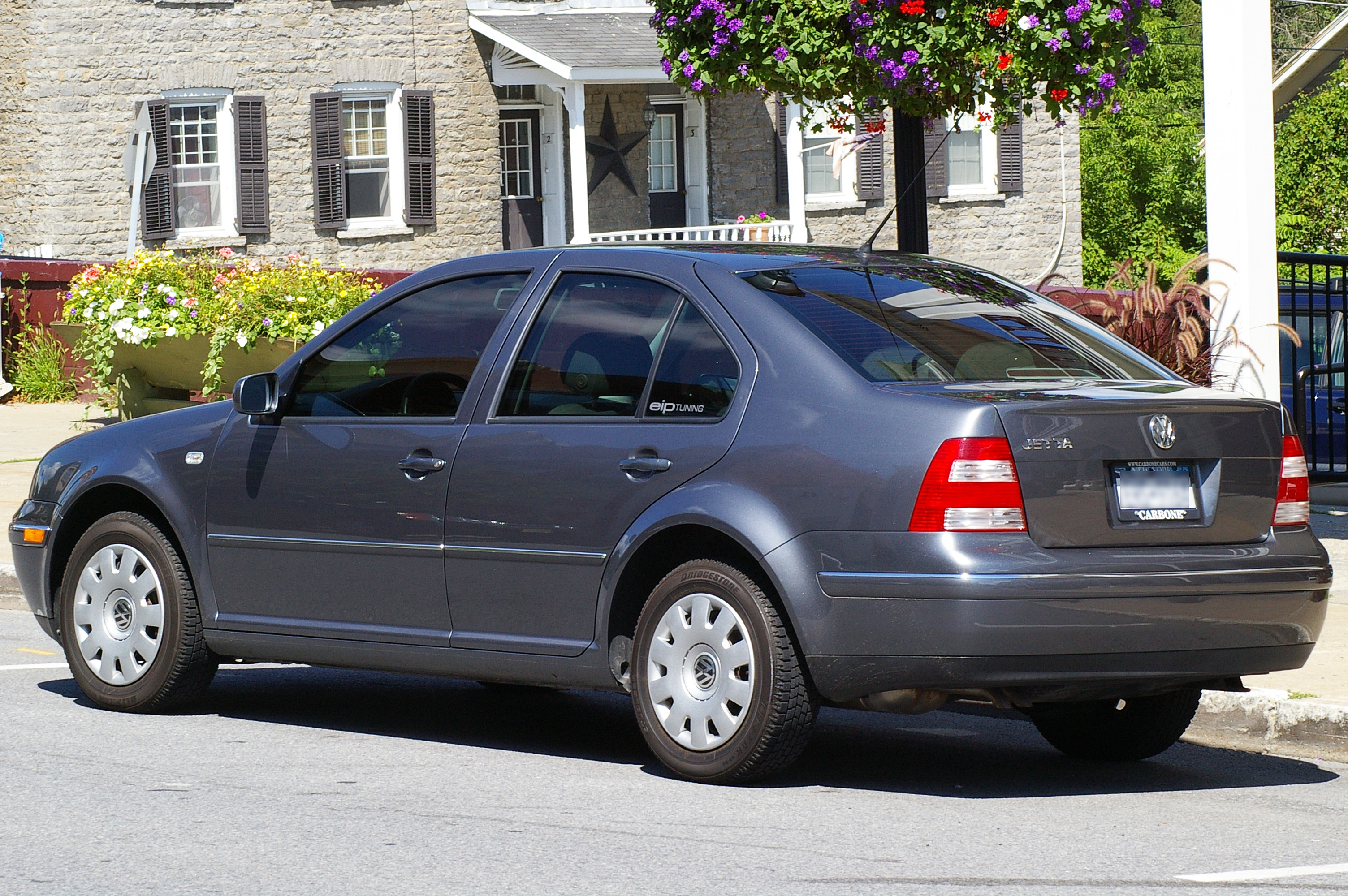
Face arrière de la Volkswagen Jetta (USA et Canada)
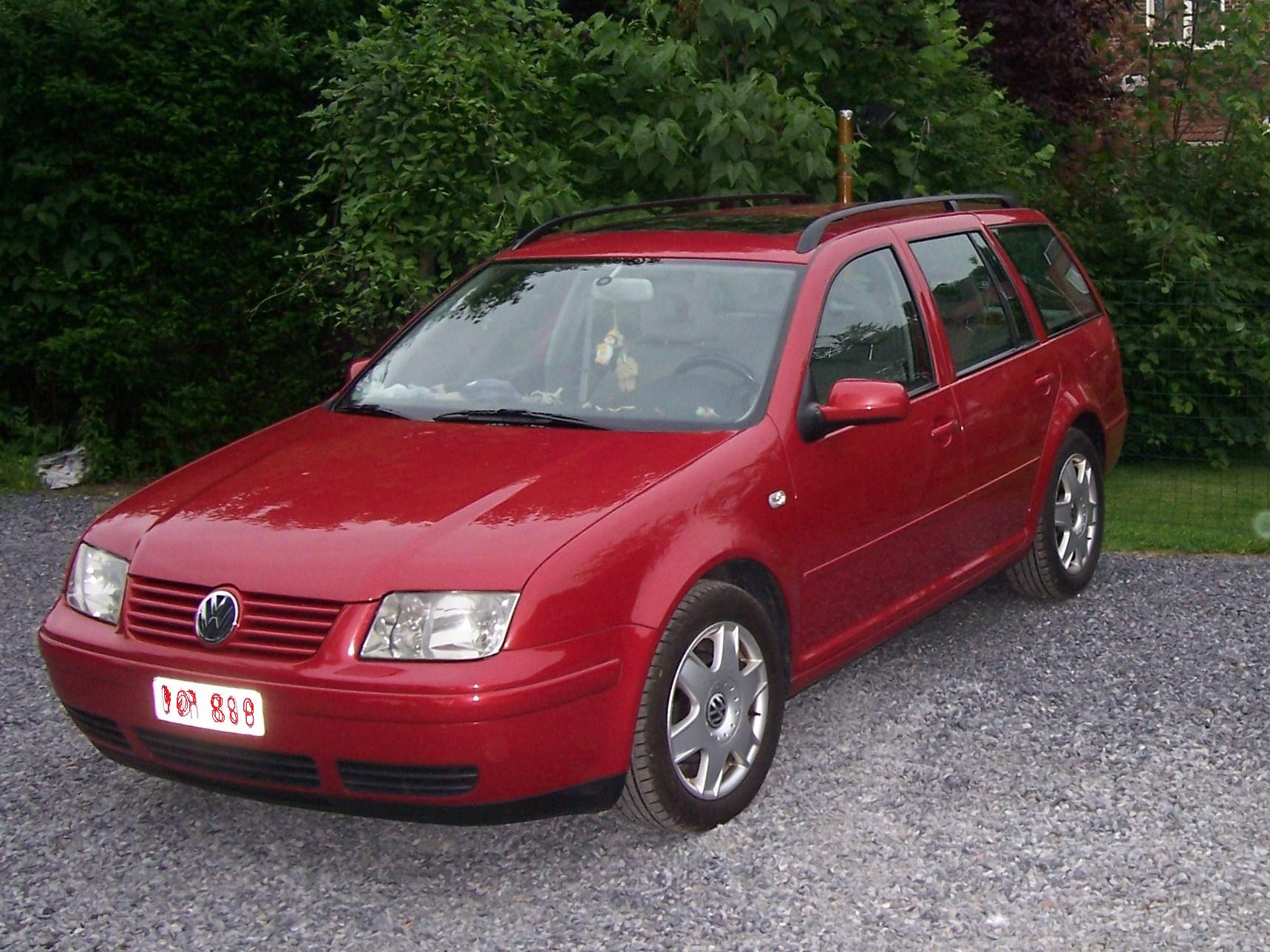